# Угровец
Угровец (венг. Zayugróc) — деревня и муниципалитет в районе Бановце-над-Бебравоу Тренчинского края Словакии.

## История
В исторических записях село впервые упоминается в 1258 году.
Согласно данным о населении на 2011 год, в Угровце проживал 1521 житель.

## Население
| Год:                | 1994 | 2004    | 2014    | 2024    |
| ------------------- | ---- | ------- | ------- | ------- |
| Количество человек: | 1591 | 1478    | 1510    | 1522    |
| Разница:            |      | −7,10 % | +2,16 % | +0,79 % |

## Известные люди
- Людовит Штур, словацкий политик XIX века, лидер словацкого национального возрождения.
- Александр Дубчек, словацкий политический деятель второй половины XX века.
- Карл Сованка[англ.], художник и скульптор.
- Янош Фадрус, скульптор, начал учиться в школе скульпторов в Угровце.

## Города-побратимы
Угровец является побратимом следующих городов:
- Гилёвице, Польша
- Кишкунфеледьхаза, Венгрия
- Модра[англ.], Чехия
- Славичин[англ.], Чехия